# Штанюк Сергій Петрович
Сергій Петрович Штанюк (біл. Сяргей Пятровіч Штанюк, рос. Сергей Петрович Штанюк, нар. 13 серпня 1973, Мінськ) — колишній білоруський футболіст, захисник.
Насамперед відомий виступами за клуб «Динамо» (Москва), а також національну збірну Білорусі.

## Клубна кар'єра
У дорослому футболі дебютував 1992 року виступами за «Динамо-93» (Мінськ), в якому провів два сезони, взявши участь у 60 матчах чемпіонату. 
Протягом сезону 1994—1995 років захищав кольори клубу «Динамо» (Мінськ).
Своєю грою привернув увагу представників тренерського штабу клубу «Динамо» (Москва), до складу якого приєднався влітку 1996 року. Відіграв за московських динамівців наступні чотири сезони своєї ігрової кар'єри. Більшість часу, проведеного у складі московського «Динамо», був основним гравцем команди.
Згодом з 2000 по 2008 рік грав у складі «Антверпена», «Сток Сіті», «Шинника», «Металурга» (Запоріжжя), «Луч-Енергії» та «Ростова».
Завершив професійну ігрову кар'єру у першоліговій «Аланії», за яку виступав протягом сезону 2009 року.

## Виступи за збірну
1995 року дебютував в офіційних матчах у складі національної збірної Білорусі. Протягом кар'єри у національній команді, яка тривала 13 років, провів у формі головної команди країни 71 матч, забивши 3 голи.